# Juris Hartmanis

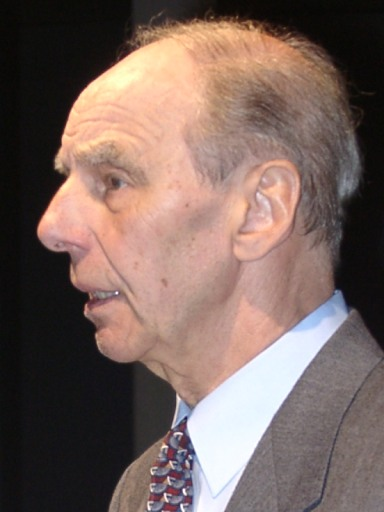
Juris Hartmanis (2002)

Juris Hartmanis (* 5. Juli 1928 in Riga, Lettland; † 29. Juli 2022) war ein lettisch-US-amerikanischer Informatiker, der gemeinsam mit Richard E. Stearns 1993 den Turing Award für seine Forschungsleistungen auf dem Gebiet der Komplexitätstheorie erhielt.

## Leben
Nach dem Zweiten Weltkrieg flüchtete Hartmanis zunächst nach Deutschland. Er erwarb ein Diplom in Physik an der Universität Marburg und emigrierte in die Vereinigten Staaten von Amerika, wo er einen Master-Abschluss in Angewandter Mathematik an der University of Missouri–Kansas City absolvierte. Schließlich erlangte er 1955 am Caltech einen Ph.D. in Mathematik bei Robert Dilworth.
In der Folge arbeitete er für das General Electric Research Laboratory, wo er Prinzipien der Informatik erforschte und lehrte. 1964 veröffentlichten er und Richard E. Stearns das für die Komplexitätstheorie wegweisende und namensgebende Paper Computational complexity of recursive sequences (1965 als On the computational complexity of algorithms wiederveröffentlicht), in dem sie unter anderem DTIME und damit generell Komplexitätsklassen sowie ein frühes Speedup-Theorem einführten. Zusammen mit Phil Lewis führten Stearns und Hartmanis 1965 neben der Zeit- auch die Platzkomplexität ein.
1965 wurde er Professor der Cornell University. Zu Hartmanis’ Doktoranden gehört Neil Immerman (Gödel-Preis 1995).
Hartmanis gehörte dem Science Board und dem Science Steering Committee des Santa Fe Institute an.

## Auszeichnungen
- Große Medaille der Lettischen Akademie der Wissenschaften
- Gewähltes Mitglied der National Academy of Engineering
- Gewähltes Mitglied der National Academy of Sciences (seit 2013)
- Fellow der American Academy of Arts and Sciences (seit 1992)
- Fellow der American Mathematical Society
- Turing Award
- Ehrendoktortitel der TU Dortmund

## Schriften
- mit Richard E. Stearns: On the computational complexity of algorithms. In: Transactions of the American Mathematical Society. Vol. 117, 1965, S. 285–306 (PDF; 2018 kB).
- mit Richard E. Stearns & Phil M. Lewis: Hierarchies of Memory Limited Computations. In: Proceedings of the Sixth Annual IEEE Symposium on Switching Circuit Theory and Logical Design. Ann Arbor (Mich.) 1965, S. 179–190 (PDF-Datei; 388 kB).